# Цулукидзе, Борис Абесоломович
Борис Абесоломович Цулукидзе (07.11.1917, Грузия — 04.02.1981, Грузинская ССР) — командир батареи 1642-го истребительно-противотанкового артиллерийского полка 38-й армии 4-го Украинского фронта, капитан. Герой Советского Союза.

## Биография
Родился 7 ноября 1917 года в селе Качаети ныне Амбролаурского района Грузии. Грузин. Член ВКП(б)/КПСС с 1944 года. Окончил Тбилисский институт железнодорожного транспорта.
В Красной армии с июля 1941 года, призван Тбилисским РВК, Грузинская ССР, Тбилисский район. В 1942 году окончил Телавское зенитное артиллерийское училище. В действующей армии с декабря 1943 года.
Вместе с 1642-м истребительно-противотанковым артиллерийским полком 38-й армией, в декабре 1943 года Борис Цулукидзе оборонял Киев (Киевская оборонительная операция), в 1944 году участвовал в Житомирско-Бердичевской, Проскуровско-Черновицкой, Львовско-Сандомирской, Карпатско-Дуклинской (штурм Дукельского перевала), в 1945 году — в Западно-Карпатской, Моравско-Остравской наступательных операциях. В боях за Житомир отличился 1642-й истребительный противотанковый артиллерийский полк майора Карташова. Полк стал именоваться «Житомирским».
Командир батареи капитан Борис Цулукидзе отличился при прорыве обороны и отражении контратак противника 26 февраля — 31 марта 1945 года в районе польского города Жары (город в Польше, входит в Любушское воеводство, Жарский повят). Батарея капитана Цулукидзе нанесла противнику значительный урон в боевой технике и живой силе.
Из наградного листа к званию Героя Советского Союза:

... За время боевых операций под командованием капитана Цулукидзе батарея уничтожила: Тяжёлых танков -2, танков - 5, бронетранспортёров - 2, пулемётных точек - 5, 350 гитлеровцев, подавила одну миномётную батарею, и батарею 75 мм орудий, отразила 18 контратак противника, рассеяла, частично уничтожила до 3-х батальонов пехоты противника, взяла в плен 150 гитлеровцев.
В быту скромен, морально устойчив, ролитически грамотен, пользуется большим авторитетом дичного состава полка. Беззаветно предан партии Ленина-Сталина и социалистической Родине. Достоин прсвоения звания Героя Советского Союза.
Командир 1642-го истребительно-противотанкового артиллерийского полка гвардии подполковник Карташев.  16 июня 1945 года.
— Наградной лист на капитана Цулукидзе к званию Героя Советского Союза
Указом Президиума Верховного Совета СССР от 15 мая 1946 года за образцовое выполнение боевых заданий командования на фронте борьбы с немецко-вражескими захватчиками и проявленные при этом мужество и героизм капитану Цулукидзе Борису Абесоломовичу присвоено звание Героя Советского Союза с вручением ордена Ленина и медали «Золотая Звезда».
На завершающем этапе Великой Отечественной войны принял участие в Пражской наступательной операции.
После войны отважный офицер-артиллерист продолжал службу в армии и органах госбезопасности. С 1967 года подполковник Цулукидзе Б. А. — в отставке. Жил и работал в столице Грузии — городе Тбилиси. Скончался 4 февраля 1981 года.
Награждён орденом Ленина, двумя орденами Красного Знамени, двумя орденами Отечественной войны 1-й степени, орденом Красной Звезды, медалями.

## Награды
- Медаль «Золотая Звезда»[3][4].
- Орден Ленина (15.05.1946)[4]
- Орден Красного Знамени (01.11.1944)[5]
- Орден Красного Знамени (12.11.1944)[6]
- Орден Отечественной войны I степени (22.04.1945)[7]
- Орден Отечественной войны I степени (31.05.1944)[8]
- Орден Красной Звезды (27.07.1944)[9]

- медали, в том числе:

- - «В ознаменование 100-летия со дня рождения Владимира Ильича Ленина» (6 апреля 1970)
  - «За победу над Германией» (9 мая 1945[10]).
  - «За освобождение Праги» (9.5.1945)
  - «20 лет Победы в Великой Отечественной войне 1941—1945 гг.» (7 мая 1965[11])
  - «30 лет Победы в Великой Отечественной войне 1941—1945 гг.»[12]

- - «Ветеран труда»
  - «30 лет Советской Армии и Флота»[13]
  - «40 лет Вооружённых Сил СССР»[14]
  - «50 лет Вооружённых Сил СССР» (26 декабря 1967[15])
  - «60 лет Вооружённых Сил СССР» (28 января 1978[16])

- Знак «25 лет победы в Великой Отечественной войне» (1970)

## Память
- На могиле установлен надгробный памятник
- Его имя увековечено в Главном Храме Вооружённых сил России, и навсегда запечатлено на мемориале «Дорога памяти»